# Sten Knipeslug Krävenberg
Sten Knipeslug Krävenberg är en figur i Kalle Ankas universum.
Han är en förfader till Sten Krävenberg och var skurken som lurade kapten Havbard von  Anka att skriva på ett kontrakt att frakta en kista pepparrot till Jamaica men sedan sågade Sten Knipeslug Krävenberg skeppet/guldgåsen i sank för egen vinning. Skeppet sjönk och Havbard förlorade allt han ägde förutom sitt ärvda fickur och sina guldtänder till Sten Knipeslug Krävenberg. Han hade gjort Klanen von Anka fattig men det skulle Joakim von Anka ändra på.
| Titel                                                      | Originaltitel               | Teckningar | Manus      |
| ---------------------------------------------------------- | --------------------------- | ---------- | ---------- |
| "Gamla skulder ska också betalas"                          | "The Horseradish Story"     | Carl Barks | Carl Barks |
| Farbror Joakims liv kaitel 1. Den siste av klanen von Anka | The last of the clan McDuck | Don Rosa   | Don Rosa   |